# Ellen Land-Weber
Ellen Land-Weber, née en 1943, est une photographe et auteure américaine.

## Biographie
En 2000, elle est l'auteur du livre To Save a Life: Stories of Jewish Rescue,.
Ses œuvres font partie des collections du Musée des beaux-arts du Canada, du Smithsonian American Art Museum, et de nombreuses collections permanentes.
Largement exposée depuis les années 1970, elle est connue pour son travail avec des technologies alternatives telles que la première photocopieuse couleur, 3M Color in Color, (exposition individuelle au Musée d'art moderne de San Francisco, 1978).
Elle fait partie des 24 photographes mandatés par la société Seagram pour documenter chaque palais de justice du comté à l'occasion du bicentenaire des États-Unis, qui se trouve aujourd'hui à la Bibliothèque du Congrès américain, le Seagram County Courthouse.
En tant que membre du collectif de photographie «Water in the West», elle documente depuis les années 1990 le marais d'Arcata et le refuge de la faune sauvage, archivés au Center for Creative Photography, Université d'Arizona, Tucson Arizona.
Elle reçoit de nombreuses subventions d'artistes de la Polaroid Corporation, travaillant dans tous les formats, du SX70 au 20×24. [réf. nécessaire]
Elle occupe des postes de direction dans la Society for Photographic Education, trésorière entre 1979 et 1981, et secrétaire entre 1981 et 1983.

## Œuvres
- The Passionate Collector, 1980  (ISBN 978-0671252540)
- To Save a Life: Stories of Holocaust Rescue, University of Illinois Press, 2000  (ISBN 978-0252025150)
- Percy Faith Corazon album cover photo collage by Ellen Land-Weber[9]
- Herb Pedersen Southwest album cover photo by Ellen Land-Weber[10]
- High Voltage (4) High Voltage album cover photo by Ellen Land-Weber[11]

## Collections permanentes
- U.S. Library of Congress Seagram County Courthouse Archive[6]
- Smithsonian American Art Museum[12]
- Norton Simon Museum, Pasadena, California[13]
- Musée des Beaux-Arts de Houston, Texas[14]
- Art Institute of Chicago[15]
- George Eastman Museum, Rochester, NY[16]
- Visual Studies Workshop, Rochester, New York[17]
- Musée des beaux-arts du Canada[18]

## Expositions

### Solos
- Sheldon Museum of Art, Lincoln, Nebraska, 1975.
- Musée d'Art moderne de San Francisco, 1978.
- University Museum and Galleries, Université d'État de Californie à Long Beach, 1982.
- Todd Madigan Gallery, CSU Bakersfield, California, 1992.
- Richard J. Daley Center, Chicago, Illinois, 1998.
- Morris Graves Museum of Art, Eureka, Californie, 2001.

### Collectives
- SF Camerawork gallery Archives 1977 "The Instant Image"  Ellen Land-Weber, Ted Orland and Barbara Astman[19]
- FotoFest 2004, Houston Texas March 12-April 12, 2004[20]
- Humboldt State University First Street Gallery Village of Old Believer's, Siberia, 2008[21]
- Humboldt State University Third Street Gallery, "A Moment in Time" October 2013[22]

## Récompenses
- National Endowment for the Arts Individual Artist Grants: 1975, 1979, 1982
- Fulbright Senior Fellowship 1993
- Humboldt State University Scholar of the Year 2005

## Presse
- The Passionate Collector, Art Forum, December 1980[23]
- Ellen Land-Weber in "Proof: Los Angeles Art and the Photograph 1960-1980", text by Charles Desmarais, published by Fellows of Contemporary Art, Los Angeles, 1992[24]
- "Images of Altruism" by Bob Doran, North Coast Journal Weekly, October 5, 2000[25]
- “Visions: An afternoon with Ellen Land-Weber”, by Bob Doran, North Coast Journal Weekly, February 3, 2005[26]
- Scotia Past: A trip back in time to a company town at the crossroads, Ellen Land-Weber, North Coast Journal Weekly, March 22, 2007[27]
- "Altruistic Personality? How Rescue in the Holocaust Was Not Entirely Selfless,"[28]
- Melanie Parker, on Ellen Land-Weber’s “To Save A Life,” March 14, 2008
- "Facing Others: Portraits from New Guinea" at F Street Gallery, Times Standard, Eureka California May 31, 2018[29]
- "Scotia Past" illustrated cover story by Ellen Land-Weber, about the company town Scotia, published in North Coast Journal of Politics, People and Art: March 22–28, 2007 vol. 18, No.13[27]